# Pyrosulfate de potassium
Le disulfate de potassium ou plus communément pyrosulfate de potassium est un corps chimique minéral anhydre de formule brute K2S2O7.

## Propriétés physico-chimiques
Il s'agit à l'état solide d'un réseau ionique de maille monoclinique, composé des anions disulfate S2O72− et des cations potassium K+, qui se présente sous forme d'une poudre incolore, inodore, de densité 2,277. Il fond à 300 °C et se décompose à une température légèrement supérieure.
Au-delà de 300 °C, en pratique industrielle vers 500-600 °C, le composé se décompose en sulfate de potassium et trioxyde de soufre. 
{\displaystyle \mathrm {K_{2}S_{2}O_{7(s)}\longrightarrow K_{2}SO_{4(s)}+SO_{3(g)}} }.
Le pyrosulfate de potassium, hygroscopique, est facilement soluble dans l'eau froide, il se décompose dans l'eau chaude vers 60 °C. 
Apparaît ainsi le sulfate de potassium neutre et l'acide sulfurique.
{\displaystyle \mathrm {K_{2}S_{2}O_{7(s)}+H_{2}O\longrightarrow K_{2}SO_{4(s)}+H_{2}SO_{4}} }.

## Préparation
Il suffit de chauffer modérément l'hydrogénosulfate de potassium.
{\displaystyle \mathrm {2\ KHSO_{4(s)}\longrightarrow K_{2}S_{2}O_{7(s)}+H_{2}O_{(g)}} }.

## Usage
Ce corps, parfois mélangé au fluorure de potassium KF, est utilisé en chimie analytique.
Il est aussi un co-catalyseur avec l'oxyde de vanadium(V) V2O5, intervenant par exemple dans la production d'acide sulfurique.
Il décompose à chaud l'oxyde de fer(III), en engendrant deux composés salins solubles.
{\displaystyle \mathrm {3\ K_{2}S_{2}O_{7(s)}+Fe_{2}O_{3}\longrightarrow 3\ K_{2}SO_{4(s)}+Fe_{2}(SO_{4})_{3}} }.